# Tressenstein (Totes Gebirge)
Der Tressenstein ist ein 1201 m ü. A. hoher Berg im Toten Gebirge in Österreich. Er liegt zwischen Bad Aussee und dem Altausseer See und bildet einen Vorberg zur markanten Trisselwand.

## Geologie
Nach dem Berg benannt ist der Tressensteinkalk, eine Gesteinseinheit des Jura, ein Riffschutt der Plassenkalk-Lagune. Er bildet die Gipfelformation, der Rest des Berges sind Oberalmer Schichten.

## Erschließung

### Aufstieg
- Vom Altausseer Ortszentrum (712 m) von Norden über den Tressensattel (970 m), Gehzeit rund 1½ Stunden.
- Vom Bad Ausseer Ortszentrum (659 m) über Obertressen und Sattel, Gehzeit rund 1½ Stunden.
- Von Grundlsee (732 m) über Untertressen und Sattel, Gehzeit rund 1½ Stunden.

Vom Parkplatz Tressensattel (960 m) bei Sattel, der mit dem Auto zu erreichen ist, beträgt die Gehzeit rund 40 Minuten.

### Aussichtswarte Tressenstein
Alte Warte

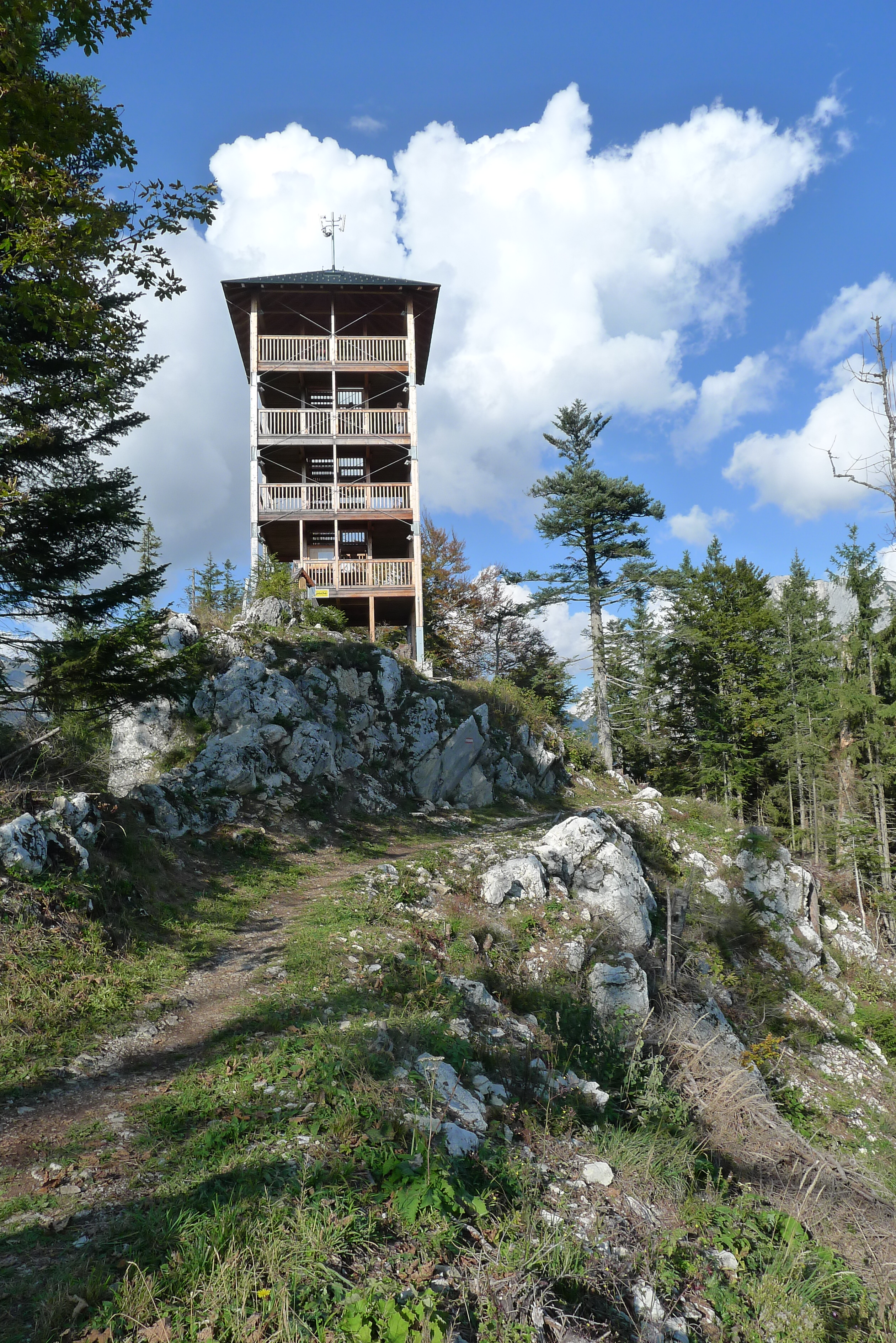
Aussichtswarte (2014)

Da sich schon Kaiserin Sissi über die Rundsicht über das Ausseerland vom Tressenstein aus begeisterte, wurde 1901 die Idee geboren, am Tressenstein eine 24 Meter hohe Aussichtswarte zu errichten. Als Vorarbeiten für die Errichtung der Warte ließ der Ausseer Alpenverein die Wege von Altaussee sowie von Bad Aussee auf den Tressensattel erweitern und verbessern. Zwischen Altaussee und dem Sattel musste der Steig in der Sattelwand durch Sprengungen erweitert werden. Auch der schmale, schwierige Weg vom Sattel auf die Spitze des Tressensteins musste ebenfalls verbreitert werden. Am 30. Juni 1907 wurde die Tressensteinwarte eröffnet.
In der Folgezeit wurde der Tressenstein ein beliebtes Ausflugsziel. Der Diebstahl des kupfernen Blitzableiterkabels führte zu einem schweren Blitzschlag, mehrere böswillige Sachbeschädigungen hätten teure Reparaturen erfordert, welche  sich der Alpenverein nicht leisten konnte und so musste die Warte  verkauft werden. Nach 1939 verfiel die Aussichtswarte sehr rasch. Im November 1950 wurde dem neuen Besitzer der Tressensteinwarte, Arthur Strohschneider, der Abbruch der baufälligen Warte vorgeschrieben. 1952 wurde die Warte gesprengt und anschließend sofort eine neue, 16 Meter hohe Warte in der alten Holzbauweise wieder errichtet, die 1953 eröffnet wurde. Ab 1957 wurde die Warte von der Jugendgruppe des Alpenvereins betreut, danach folgte ein privater Pächter, welcher auch eine Jausenstation in der Warte führte. Der Österreichische Rundfunk ließ die Tressensteinwarte schließlich abtragen und baute an der gleichen Stelle eine Sendestation, welche 1968 eröffnet wurde.
Neue Warte
Im Jahr 2013 wurde erneut mit dem Bau einer Aussichtswarte begonnen. Mit einem Grundriss von 6,7 × 6,10 Metern wurde eine 14 m hohe überdachte Holzkonstruktion aus Lärchenholz errichtet. 106 Jahre nach der Eröffnung der ersten Tressensteinwarte wurde die neue Aussichtswarte am 19. Oktober 2013 feierlich eröffnet. Zusätzlich wurde etwas südlich des Tressensteingipfels eine Aussichtsplattform errichtet, von welcher aus man Ausblick auf Bad Aussee hat.

### Ehemaliger Sessellift

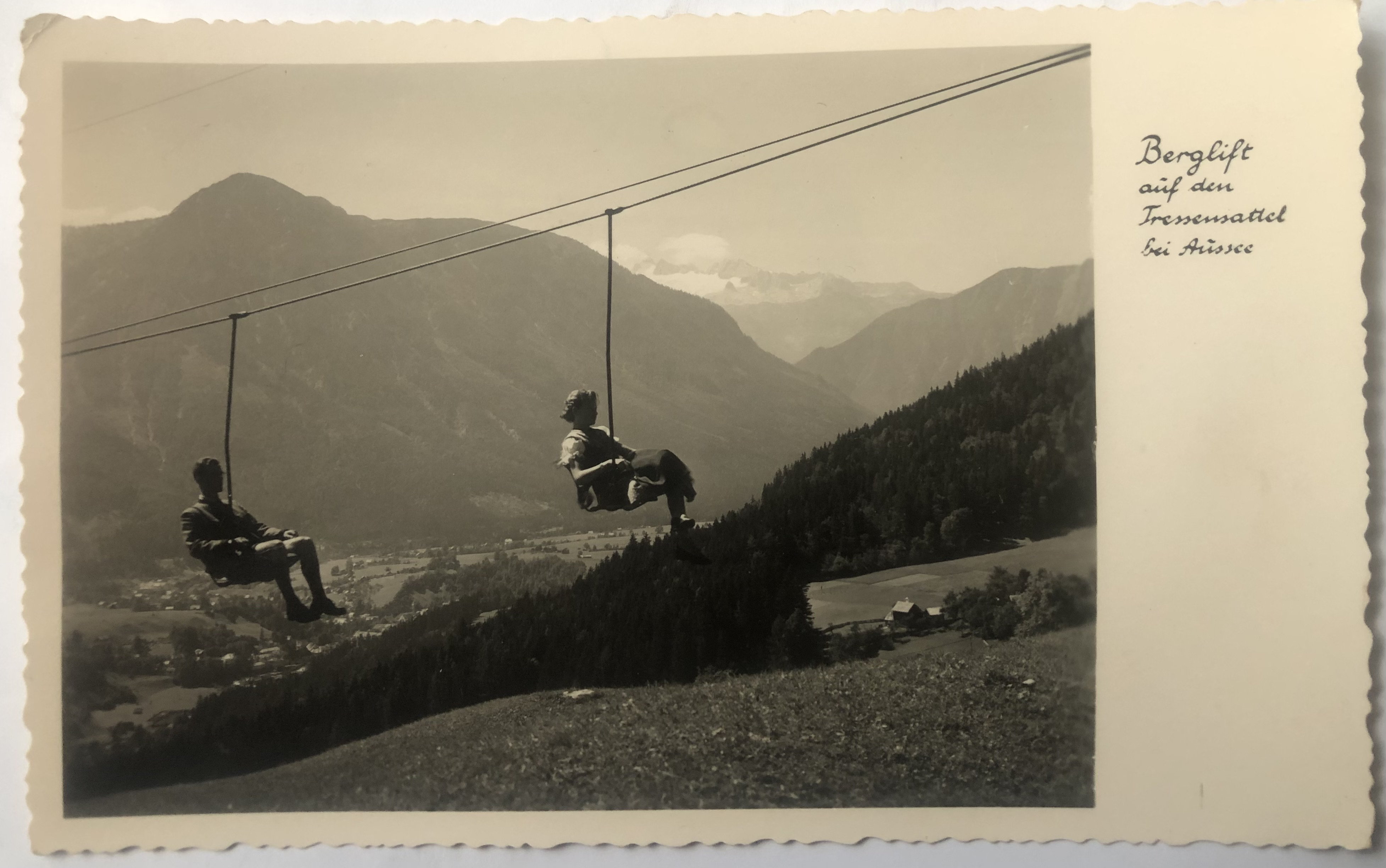
Ehemaliger Sessellift auf den Tressensattel

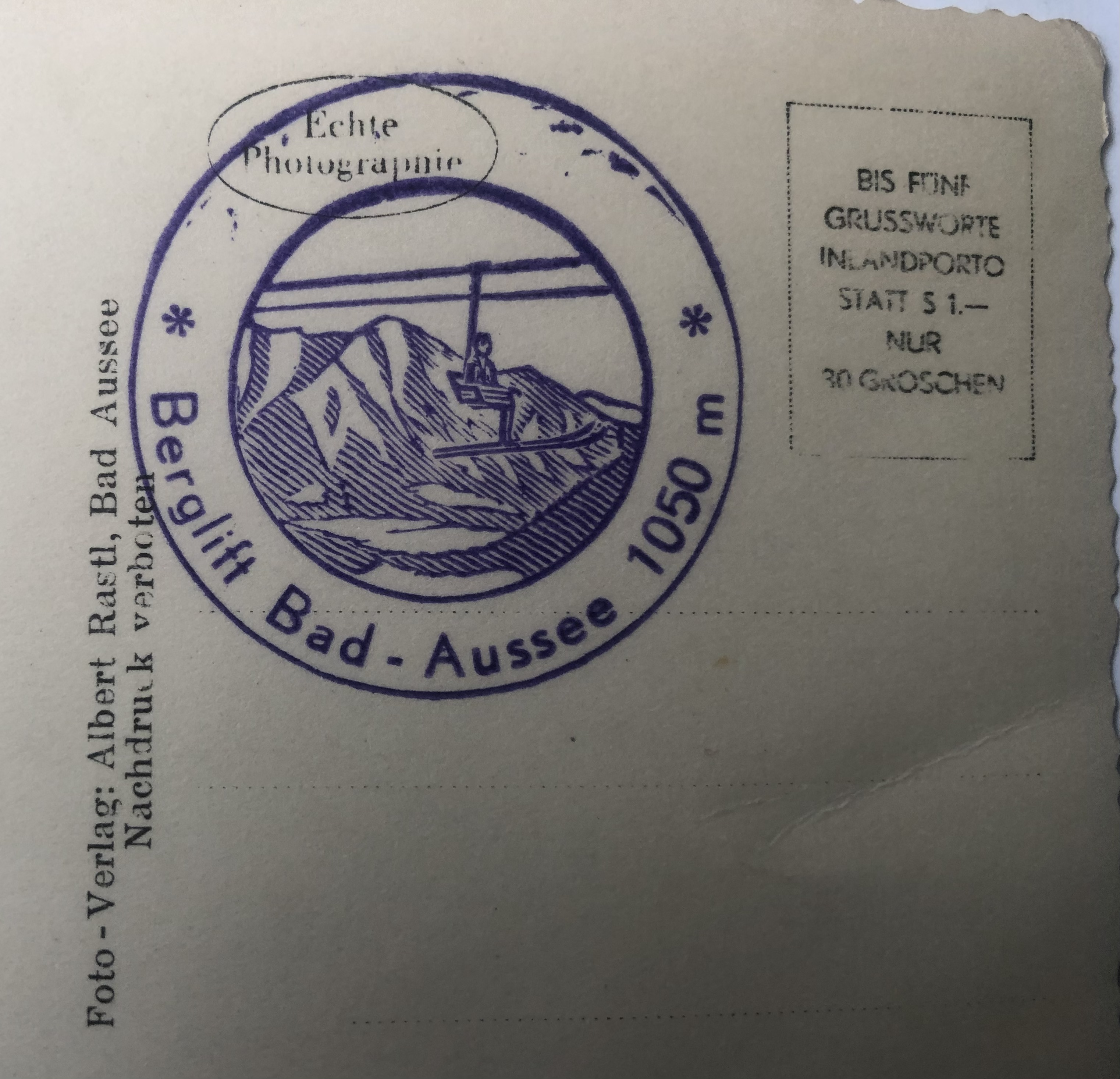
Poststempel Sessellift

Am 18. Dezember 1947 wurde von der Berglift Ges. Stüber & Co. mit den Bauarbeiten für einen Sessellift von der Aschau – in der Nähe des an der Traun zwischen Bad Aussee und Grundlsee gelegenen Gasthauses Waldruhe – auf den Tressensattel begonnen. Am 19. Juni 1948 wurde der 1490 m lange und mit 42 Sesseln bestückte Lift in Betrieb genommen. Die Fahrtdauer betrug ca. 15 Minuten.
Trotz guten Besuches führten Streitigkeiten zwischen den Betreibern zur zeitweisen Schließung des Betriebes. Am 22. Juni 1951 wurden die Liftanlagen versteigert und von der Ausseer Berglift GmbH übernommen, an der das Land Steiermark zu 41 % und die Marktgemeinde Bad Aussee zu 18 % beteiligt waren. Die übrigen 41 % der Anteile befanden sich in Privatbesitz.
Aufgrund abnehmender Besucherzahlen erwies sich der Liftbetrieb ab 1953 als unrentabel. Im Juni 1957 wurde schließlich der Verkauf des Liftes an einen Alteisenhändler beschlossen und der Sessellift abgetragen.

### Sender Tressenstein
Am 16. Dezember 1968 wurde der 30 Meter hohe Rundfunk- und Fernsehsender Bad Aussee/Tressenstein am Gipfel des Tressensteins eröffnet. Der Sender für UKW und TV wird von der ORS betrieben.

### Frequenzen und Programme
Analoger Rundfunk (UKW)
| Programmname        | Frequenz  |
| ------------------- | --------- |
| Österreich 1        | 87,7 MHz  |
| Ö2 Radio Steiermark | 92,9 MHz  |
| Ö3                  | 99,6 MHz  |
| Antenne Steiermark  | 90,6 MHz  |
| KroneHit Steiermark | 107,7 MHz |

Digitales Fernsehen (DVB-T/DVB-T2)
| Multiplex | Kanal         |
| --------- | ------------- |
| MUX A     | K34 (578 MHz) |